# Tre lá ngắn
Tre lá ngắn hay tre gai, tre là ngà, tre mỡ, tre hóa, tre nhà, tre Đài Loan, gọi chung là tre (danh pháp: Bambusa blumeana) là một loài thực vật có hoa trong họ Hòa thảo. Loài này được Schult.f. miêu tả khoa học đầu tiên năm 1830. Đây là loài tre châu Á mọc theo bụi.

## Mô tả
Thân của tre lá ngắn cao tới 25 m (82 ft) và hơi cong. Ở phần gốc, đường kính thân cây dày tới 15 cm (6 in) với lớp vỏ dày từ 2 đến 3 cm (0,8 đến 1,2 in), hay bó chặt lại thành bụi. Thân cây tre bao gồm các đoạn ngắn được ngăn cách bởi các nốt tre (mắt tre). Các cành chính tập trung ở nửa trên của phần thân, những cành ở phần dưới mảnh mai và có nhiều gai. Lá tre mọc so le, hình mác, dài tới 20 cm (8 in), và mỗi lá mọc ra từ mỗi nốt tre, với phần dưới của lá bao quanh thân.

## Phân bố và môi trường sống
Tre lá ngắn có nguồn gốc vẫn chưa được biết rõ, nhưng nguồn gốc có thể từ Indonesia, như đảo Borneo. Phạm vi của nó hiện bao gồm Philippines, Thái Lan, Việt Nam, miền nam Trung Quốc và Nhật Bản. Nó cũng đã được trồng ở Madagascar, Guam và một số hòn đảo Ấn Độ Dương, Thái Bình Dương khác. Môi trường sống tự nhiên của nó là sườn đồi, đáy thung lũng và bờ suối, những nơi nó tạo thành những bụi tre chằng chịt, nằm ở độ cao lên đến khoảng 300 m (1.000 ft). Nó chịu được đất chua, đất sét và lũ lụt không thường xuyên, nhưng không chịu được đất mặn.

## Sử dụng
Các chồi non của tre lá ngắn được luộc và ăn như một loại rau, được thu hoạch khi chúng mới nhú lên khỏi mặt đất. Cây được dùng như một hàng rào sống giữa các cánh đồng, để chắn gió xung quanh nhà dân và chống xói mòn cho các bờ sông. Các cây thẳng được sử dụng làm giàn giáo nhẹ nhưng không đủ bền để xây dựng công trình; các mục đích sử dụng khác bao gồm làm giỏ, sản xuất đồ nội thất, lát gỗ, đồ chơi, đũa và đồ dùng nhà bếp. Phần thân của loại tre này, cùng với phần thân của tre Mạnh Tông là nguồn chính của bột tre được sử dụng để làm giấy.
Tre lá ngắn đôi khi được trồng làm cây cảnh. Có thể nhân giống từ hạt, nhưng cây chỉ ra hoa vài năm một lần nên thường không có sẵn hạt giống. Bụi tre có thể tách ra khi mới bắt đầu phát triển, hoặc thân có thể được cắt thành nhiều đoạn và được sử dụng làm cành giâm.

## Ảnh

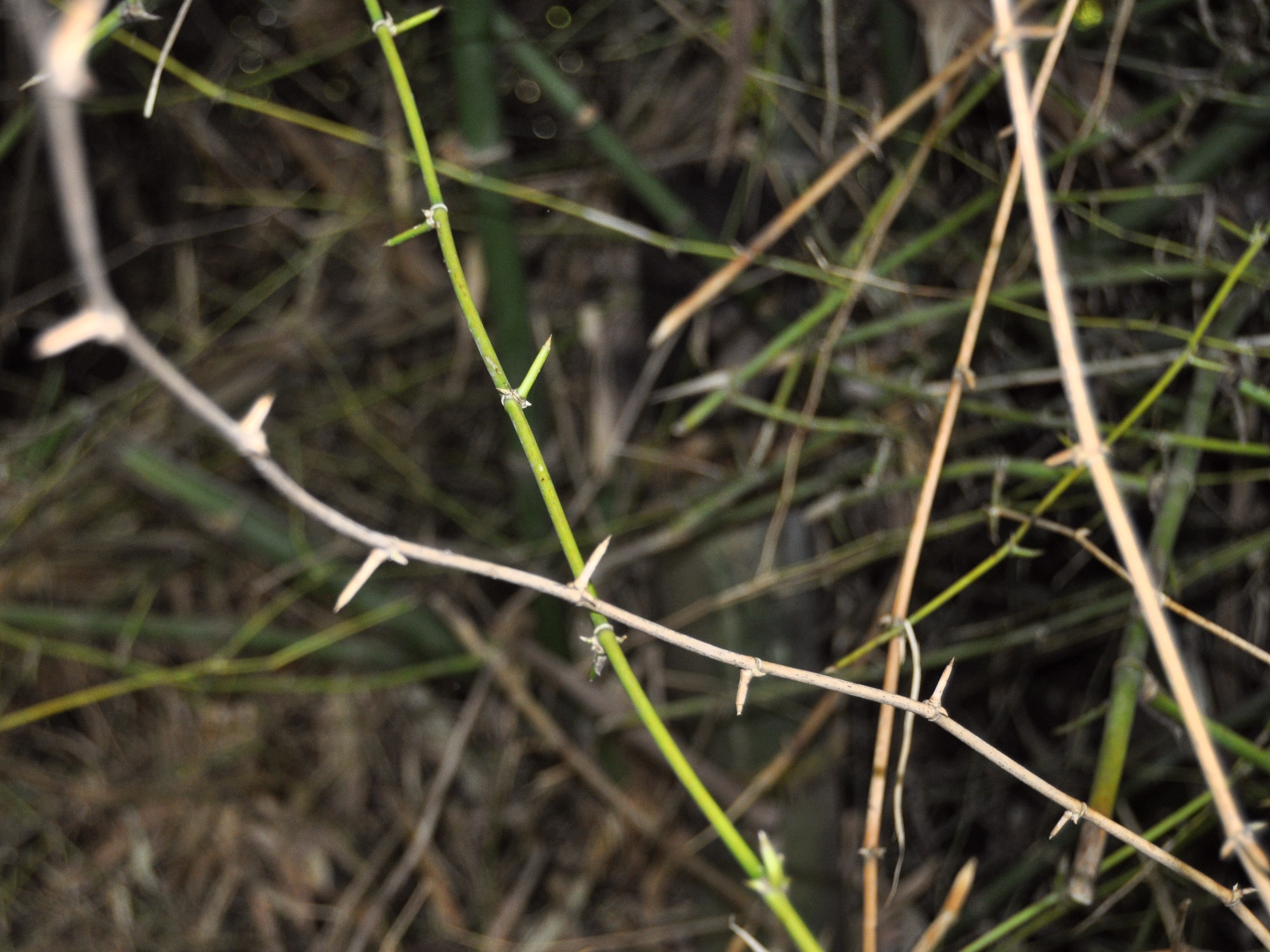
Gai của tre lá ngắn
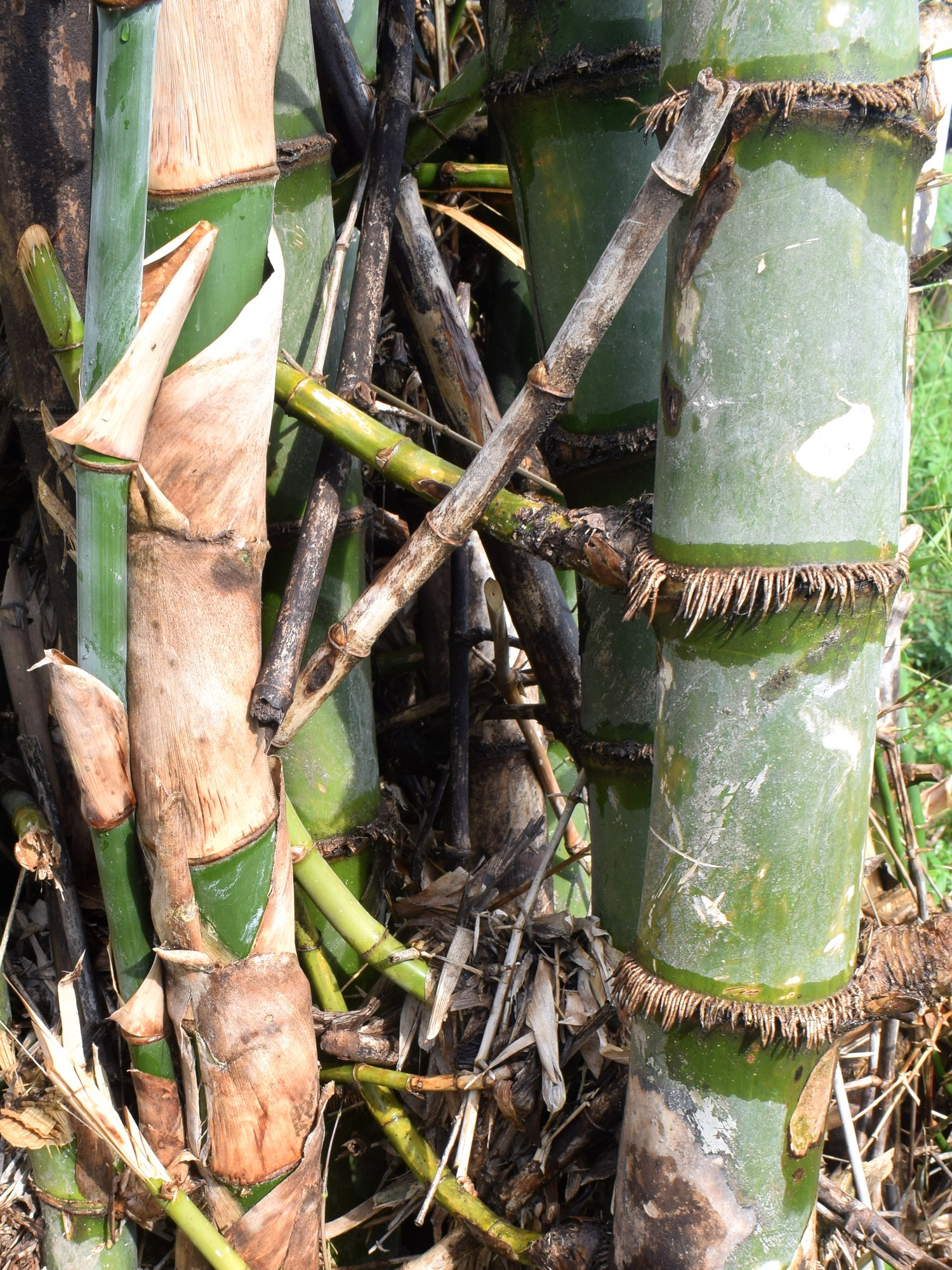
Cây non